# Pagsanghan
Pagsanghan (Bayan ng Pagsanghan) är en kommun i Filippinerna. Kommunen tillhör provinsen Samar och ligger på ön med samma namn. Folkmängden uppgår till 7 077 invånare.

## Barangayer
Pagsanghan är indelat i 13 barangayer.
| - Bangon - Buenos Aires - Calanyugan - Caloloma - Cambaye - Canlapwas (Pob.) - Libertad | - Pañge - San Luis - Santo Niño - Viejo - Villahermosa Occidental - Villahermosa Oriental |